# Cardaillac
Cardiallac je francouzská obec v departementu Lot, ležící 9 kilometrů severozápadně od Figeacu. Městečko je situováno na okraji Limargue, bohatého zemědělského regionu a Ségala, chudšího kraje, proslulého pěstováním kaštanů. Cardillac má bohatou historii a byl oficiálně zapsán na seznam "Nejkrásnějších vesnic Francie".

## Historie
V květnu 1944 byli tři mladíci popraveni německou divizí „Das Reich“, která následně zmasakrovala obyvatelstvo Oradour-sur-Glane.

## Památky
Pevnost nad Cardillacem byla postavena na okraji útesů roku 1064 a byla vlastnictvím Huga, pána Cardillacu. Dodnes se uchovaly pouze tři zbylé věže, datované do 13. století. Roku 1188 byl Cardillac napaden a dobyt Richardem Lví srdce, těsně předtím, než nastoupil na trůn.

## Demografie
Počet obyvatel